# Veegmachine

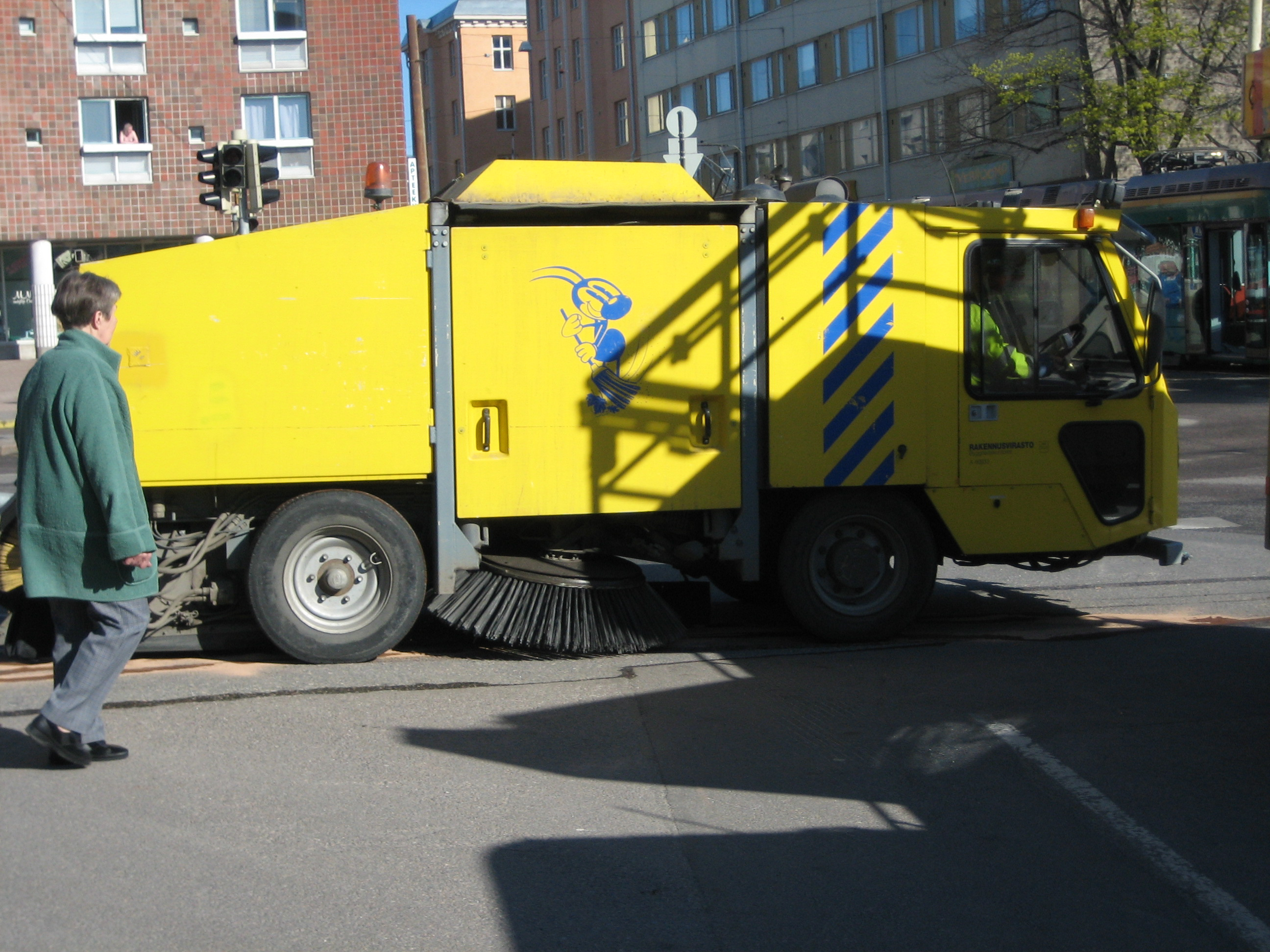
Straatveegmachine

Een veegmachine is een machine, die bestaat uit roterende borstels, een stofzuiger, die het vuil opzuigt en een bevochtigingsinstallatie. De machine wordt meestal, net als een automobiel, bestuurd, zij kunnen echter ook gewoon een koppelstuk voor op bijvoorbeeld een vrachtwagen zijn. 
De borstelharen van deze veegwagens kunnen uit kunststof of staal gemaakt zijn. Er bestaan theorieën dat de stalen stripjes die mensen op straat vinden afgebroken stalen borstelharen zijn. Ondanks dat deze theorie als zeer aannemelijk wordt beschouwd is deze echter nooit bewezen. 

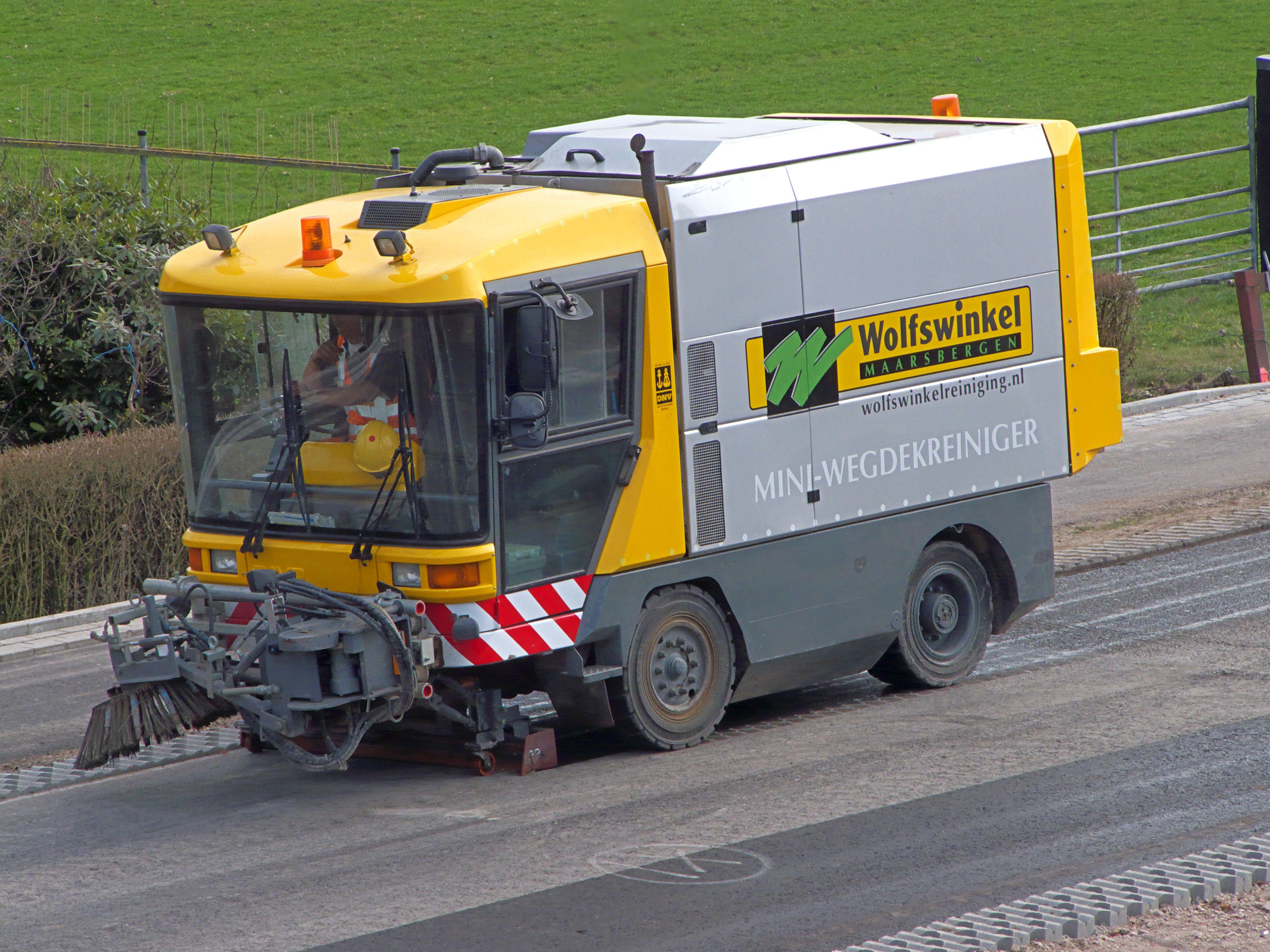
Straatveegmachine